# Scylla (rapper)
Scylla (Brussel, 14 oktober 1980) is een Belgische rapper. Hij maakte deel uit van OPAK voor zijn solocarrière.

## Biografie
Scylla groeide op in de Brusselse deelgemeente Molenbeek, voor zijn verhuizing naar Vorst. Tijdens zijn puberteit begon hij met schrijven.
In 2002 begon hij met rappen, om zijn gevoelens uit te drukken over de muziek “die hem van jong af aan liet bewegen”, en lag aan de basis van de oprichting van het collectief OPAK. Hij koos Scylla als artiestennaam, met verwijzing naar het gelijknamige zeemonster. In een interview van 2009, legde hij uit dat deze keuze is gekoppeld aan een fascinatie voor de maritieme wereld, in combinatie met de aanwezigheid van rapper Karib in OPAK, verwijzend naar Charybdis (mythologie). De groep bracht twee albums uit, L’arme à l’oeil in 2004 en Dénominateur commun in 2006.
Zijn single Abysses bereikte in 2013/14 een nummer 7-notering in de Vlaamse Ultratop en nummer 85 in de Waalse Ultratop. Op YouTube worden zijn videoclips vaak bekeken, waaronder meer dan een miljoen maal voor Second shuffle, J'réclame en Répondez-moi. Hij nam deel aan de wedstrijd Musique à la française, die hij won in 2009. Deze overwinning bracht de programmering op diverse festivals voor, waaronder Couleur Café, Brussels Summer Festival en de muzikale feesten in Lausanne.

## Discografie

### Albums
- 2004 : L'arme à l’œil, met OPAK
- 2006 : Dénominateur commun, met OPAK
- 2013 : Abysses
- 2017 : Masque De Chair
- 2018 : Pleine Lune, met Sofiane Pamart
- 2019 : Pleine Lune 2, met Sofiane Pamart
- 2022 : Éternel

### Ep's
- 2009: Immersion
- 2011: Thermocline
- 2012: Second souffle
- 2013: S.C.Y. Remixes